# Gilles Jacob
Gilbert Jacob, conocido como Gilles Jacob, (París, 22 de junio de 1930) es un crítico, ensayista, director y personalidad francesa del mundo del cine. Primer delegado general del Festival de Cine de Cannes en 1978, fue presidente de 2001 a 2014.

## Biografía
Gilles Jacob proviene de una familia judía burguesa. Su padre André Jacob dirige la casa de comercio de bienes raíces "Auguste Jacob & Fils", su madre es hija de Lambert Levy, gerente general de la Compañía parisina de distribución de electricidad.
Alumno en el Liceo Carnot, Jacob y su familia se ven obligados, debido a sus orígenes judíos, a huir de París al comienzo de la Segunda Guerra Mundial. 
Tras la liberación y final de la guerra, regresó a París para continuar sus estudios de secundaria. Entre sus compañeros de clase se encuentra Claude Chabrol, quien asistía con frecuencia a cines, especialmente a la Cinémathèque française. Cuando todavía era estudiante, creó en 1949 una revista de cine, acoplamientos y artículos publicados.
Se casó el 18 de diciembre de 1958.

## Festival de Cannes
Sobre la propuesta de Michel d'Ornano, Ministro de Cultura, Jacob fue elegido el 30 de septiembre de 1977, delegado general del Festival, a cargo de ver miles de películas y elegir candidatos para la Palma de Oro.Se encargó de tranfrormar el Festival de Cine de Cannes, organizando un evento mediático e internacional, que se convierte en el mayor evento artístico del mundo. En 2001, fue elegido presidente del Festival. Más tarde, deja el cargo de la selección desde 2004 a Thierry Frémaux, quien lo sucede como delegado artístico.